# Saturday D
Saturday D（サタデー・ディー）は、2004年4月3日から長野エフエム放送（FM長野）で放送されているラジオ番組。

## 概要
週末のブランチタイムプログラム。週末時間を彩る情報を発信する情報番組。
不定期でイベント会場からの公開生放送を実施している。

## 放送時間
- 土曜 11:30 - 12:25（番組開始時[1]）
- 土曜 11:30 - 12:30（2004年4月[要検証 – ノート] - 2010年3月）
- 土曜 11:00 - 12:00（2010年4月[2] - ）

## 出演者

### パーソナリティ
- 高寺直美 - パーソナリティが週替わり制であった頃から出演[3]。

### 過去のパーソナリティ
- 小林新[1][3]
- 伊織智佳子、田中利彦、日高治子、栗林俊行、三井順、ちのみえこ - いずれもパーソナリティが週替わり制であった頃に出演[3]。
- 小林夏樹[3][4]
- 佐藤栄見子[3][4]
- 大岩堅一
- 向井優（2018年4月7日 - 2020年3月28日）
- 本間香菜子（2020年10月3日 - 2021年3月20日[5]）

### パーソナリティの変遷
| 期間                | パーソナリティ |
| ------------------- | --- |
| 2004.4.3-2005.9.24  | 小林新 |
| 2005.10.1-2006.3.25 | 大岩堅一 |
| 2006.4.1-2010.3.27  | 週替わりパーソナリティ （小林新、高寺直美、伊織智佳子、田中利彦、 日高治子、栗林俊行、三井順、ちのみえこ、 佐藤栄見子、小林夏樹、小池さえ子） |
| 2010.4.3-2010.9.25  | 隔週（高寺直美、小林新） |
| 2010.10.2-2018.3.31 | 高寺直美 |
| 2018.4.7-2020.3.28  | 向井優 |
| 2020.4.4-2020.9.26  | 高寺直美 |
| 2020.10.3-2021.3.20 | 本間香菜子 |
| 2021.4.4-           | 高寺直美 |

## 主なコーナー
- MY FAVORITE "D" - 毎週1組のアーティストに登場してもらい、番組タイトルの「D」を切り口にトークしてもらう。